# Damas-et-Bettegney
Damas-et-Bettegney è un comune francese di 377 abitanti situato nel dipartimento dei Vosgi nella regione del Grand Est.

## Società

### Evoluzione demografica
Abitanti censiti